# 齐家庄墓群
齐家庄墓群，位于山东省日照市莒县刘家官庄乡齐家庄，是中华人民共和国山东省文物保护单位之一。
1977年12月23日，授予山东省文物保护单位，是一座古墓葬。